# Karl-Heinz Tietz
Karl-Heinz Tietz (* 9. Dezember 1919 in Nowawes (Babelsberg); † 7. Februar 2014 in Lehnin) war ein deutscher Fußballspieler, der von 1949 bis 1956 in der DDR-Oberliga, der höchsten Liga im DDR-Fußball, spielte.

## Sportliche Laufbahn
Im Alter von neun Jahren schloss sich Karl-Heinz Tietz in seinem Heimatort dem Arbeitersportverein Concordia 06 Nowawes an. Nachdem der Arbeitersportverein 1933 von den Nationalsozialisten verboten worden war, gründete sich anschließend der VfL Eintracht 06 Babelsberg. Beim VfL gab Karl-Heinz Tietz am 29. August 1937 sein Debüt in der 1. Männermannschaft und stieg am Ende der Saison mit 06 in die Bezirksklasse auf. Der Zweite Weltkrieg unterbrach Tietzs sportliche Karriere, und er kehrte erst 1947 aus amerikanischer Kriegsgefangenschaft zurück.
Inzwischen waren in der Sowjetischen Besatzungszone alle Sportvereine verboten worden, so auch der VfL Eintracht. Ab 1946 gründeten sich sogenannte Sportgemeinschaften (SG), die im Fußball ab 1947 Landesmeisterschaften austragen durften. Tietz hatte sich der SG Babelsberg angeschlossen, mit der er 1948 Brandenburger Vizemeister und 1949 Meister wurde. Als Vizemeister und Meister waren die Babelsberger auch an den Ostzonenmeisterschaften 1948 und 1949 beteiligt, kamen aber jeweils nicht über das erste Spiel hinaus.
In der Saison 1949/50 ging die vom ostdeutschen Sportausschuss gegründete Fußball-Liga (kurz DS-Liga) als höchste Fußballklasse in der Ostzone an den Start. Unter den 14 qualifizierten Mannschaften befanden sich auch die Babelsberger, die als Brandenburger Meister nun als Betriebssportgemeinschaft (BSG) Märkische Volksstimme antraten. Zum Spieleraufgebot gehörte wieder der inzwischen 29-jährige Karl-Heinz Tietz. Bereits in seiner ersten Ligasaison war er mit 23 von 26 Punktspielen und sechs Toren Stammspieler in seiner Mannschaft. Diesen Status konnte er in den folgenden sieben Spielzeiten behaupten, in denen er bei 195 ausgetragenen Punktspielen in der ab 1950 als DDR-Oberliga bezeichneten Spielklasse 192-mal aufgeboten wurde. Mit seinen insgesamt 215 Ligaspielen war er hinter Johannes Schöne (227) der meistbeschäftigte Spieler der Babelsberger, die sich 1950 in BSG Rotation umbenannt hatten. In seinen acht Spielzeiten gehörte Tietz auch jedes Mal zu den Torschützen und kam am Ende auf 28 Punktspieltreffer. Über mehrere Spielzeiten hinweg übte er auch die Funktion des Mannschaftskapitäns aus. Obwohl er seine letzte Oberligasaison 1960 (Kalenderjahr-Spielrhythmus) im Alter von 40 Jahren absolvierte, wurde er noch einmal in allen 26 Oberligaspielen eingesetzt und kam auch noch einmal zu zwei Torerfolgen. In seiner langen Oberligakarriere spielte er hauptsächlich im Mittelfeld, wurde aber gelegentlich auch im Angriff eingesetzt. Neben seinen Punktspieleinsätzen wurde Tietz bis 1952 auch in zehn Spielen der Brandenburger Landesauswahl eingesetzt.
Nach Tietz langer Spielerlaufbahn schloss sich ab 1961 eine Karriere als Trainer an. Unter anderem trainierte Tietz in der Saison 1961/62 den zweitklassigen DDR-Ligisten SC Potsdam und von 1971 bis 1974 die ebenfalls in der DDR-Liga spielende Mannschaft von Motor Babelsberg. Davor hatte er schon den Babelsberger Nachwuchs betreut.